# Craig Federighi
 Craig Federighi (sinh ngày 27 tháng 5 năm 1969) là phó chủ tịch cấp cao phụ trách gia công Kỹ thuật phần mềm của Apple. Federighi giám sát sự phát triển của các nhóm kỹ thuật hệ điều hành chung của iOS, macOS và Apple. Các nhóm của ông chịu trách nhiệm cung cấp phần mềm gắn liền với các sản phẩm của Apple, bao gồm giao diện người dùng, ứng dụng và khung.

## Tiểu sử
Sau khi tốt nghiệp trường trung học Acalanes ở Lafayette, California, Federighi được cấp bằng Thạc sĩ Khoa học Máy tính và Cử nhân Khoa học Kỹ thuật Điện và Khoa học Máy tính của Đại học California, Berkeley. Ông là người gốc Ý. Federighi đã kết hôn vào năm 2014.

## Sự nghiệp

### NeXT
Federighi làm việc dưới thời đại của Steve Jobs tại NeXT, nơi ông lãnh đạo phát triển Enterprise Objects Framework. Ông chính thức gia nhập Apple khi mua lại NeXT vào năm 1996, nhưng sau đó đã rời đi vào năm 1999 để gia nhập công ty CNTT doanh nghiệp Ariba, nơi ông là Giám đốc Công nghệ.

### Trở lại Apple
Ông trở lại Apple vào năm 2009 và lãnh đạo phát triển kỹ thuật hệ điều hành macOS. Vào ngày 23 tháng 3 năm 2011, Federighi đã kế nhiệm Bertrand Serlet với tư cách là phó chủ tịch phụ trách gia công phần mềm máy Mac tại Apple  vào ngày 27 tháng 8 năm 2012, ông được thăng chức phó chủ tịch cấp cao, theo báo cáo phiên họp với CEO Tim Cook. Vào ngày 29 tháng 10 năm 2012, khi thông báo về việc Scott Forstall rời khỏi Apple, vai trò của ông đã được mở rộng thêm để phát triển iOS bên cạnh Mac Software Engineering. Tính đến tháng 9 năm 2016, Federighi sở hữu hơn 500.000 cổ phiếu Apple có giá trị khoảng 106 triệu USD(2024).

#### Công chúng
Trong cộng đồng người dùng và các nhà phát triển của Apple, Federighi có những bài thuyết trình đầy ấn tượng về phần mềm mới của Apple, thường có những câu nói hài hước vô lý như tham khảo mái tóc hơi ngố của ông, sử dụng các tính năng phần mềm mới để tổ chức các sự kiện như tiệc karaoke văn phòng và các chuyến đi cắm trại và ban nhạc yêu thích của ông là ban nhạc Rush. Federighi có một số biệt danh đáng chú ý khi làm việc tại Apple. Chẳng hạn như, "Hair Force One", ngoài ra, CEO Tim Cook của Apple đã gọi ông là "Siêu nhân".
Ông xuất hiện lần đầu trên sân khấu trong một sự kiện lớn của Apple là tại WWDC 2009, nơi anh đã giúp Bertrand Serlet giới thiệu Mac OS X Snow Leopard. Ông đã xuất hiện một lần nữa trong bài thuyết trình 'Back to the Mac' năm 2010, cho ra mắt thế hệ Mac tiếp theo là Mac OS X Lion. Ông đã giới thiệu iOS 7 và OS X Mavericks tại hội nghị nhà phát triển WWDC 2013 của Apple và iOS 8 và OS X Yosemite tại WWDC 2014. Tại WWDC 2015, ông đã đứng giới thiệu hầu như toàn bộ phần thuyết trình chính trong suốt 2 giờ khai mạc buổi lễ của Apple, giới thiệu iOS 9 và OS X 10.11 "El Capitan" và tiết lộ kế hoạch phát hành ngôn ngữ lập trình mới Swift của Apple như một dự án nguồn mở. Vào tháng 9 năm 2015, ông đã sử dụng thử 3D Touch của iPhone 6S trước khán giả.
Tại WWDC 2016, Federighi đã giới thiệu iOS 10 và macOS 10.12 "Sierra" và nói rằng OS X 15 tuổi đời sẽ được đổi tên thành "macOS" để phù hợp với hình thức đặt tên được sử dụng cho iOS, tvOS và watchOS. Ông đã giới thiệu kỹ việc sử dụng các widget trên màn hình khóa iOS và công bố các API mới cho Siri và iMessage sẽ mở cho tất cả các nhà phát triển.
Tại một sự kiện đặc biệt của Apple vào tháng 9 năm 2017, Federighi gặp tranh cãi sau khi không thể sử dụng thử tính năng Face ID trên iPhone X. Do đó, mọi người nghi ngờ về độ tin cậy của Face ID. Apple tuyên bố rằng trước sự kiện này, một số nhân viên của Apple đã vô tình sử dụng Face ID trên một trong số chiếc điện thoại đi triển lãm, khiến nó lại đòi mật mã chữ số khi Federighi cố gắng mở khóa.